# شکارچیان شیاطین کی‌پاپ (موسیقی متن)
شکارچیان شیاطین کی‌پاپ (موسیقی فیلم نتفلیکس) (انگلیسی: KPop Demon Hunters (Soundtrack from the Netflix Film)) آلبوم موسیقی متن رسمی فیلم پویانمایی موزیکال فانتزی شکارچیان شیاطین کی‌پاپ است که در ۲۰ ژوئن ۲۰۲۵ توسط ریپابلیک رکوردز منتشر شد. این آلبوم شامل ۹ ترانهٔ اصلی است که توسط دنی چونگ، آیدو، وینس، کوش، ئی‌جِی، جنا اندروز، استفان کرک، لیندگرن، مارک سانِن‌بلیک و دنیل روخاس نوشته شده‌اند و تهیه‌کنندگانی چون تدی پارک، ۲۴، آیدو، دومین‌سوک، اندروز، کرک، لیندگرن و ایان آیزندراث در تولید آن مشارکت داشته‌اند. موسیقی فیلم نیز توسط مارسلو زارووس ساخته شده است. خوانندگان آلبوم با نام‌های گروه‌های خیالی فیلم یعنی هانتریکس و ساجا بویز معرفی شده‌اند.
در کنار آثار اصلی، سه قطعهٔ پیش‌تر منتشرشده نیز در این آلبوم گنجانده شده است: «استراتژی» از گروه توایس، «شاید، عشق» از ملومانس و «مسیر» از جوکرز. تک‌آهنگ اصلی آلبوم با عنوان «تیک‌داون» توسط سه عضو گروه توایس یعنی جونگ‌یون، جی‌هیو و چه‌یونگ اجرا شد و هم‌زمان با انتشار آلبوم در دسترس قرار گرفت. دومین تک‌آهنگ به نام «طلایی»، با اجرای ئی‌جِی، آدری نونا و ری آمی از گروه خیالی هانتریکس، در ۴ ژوئیه ۲۰۲۵ منتشر شد.

## انتشار
آلبوم موسیقی متن شکارچیان شیاطین کی‌پاپ در ۲۰ ژوئن ۲۰۲۵، هم‌زمان با انتشار فیلم در نتفلیکس، توسط ریپابلیک رکوردز منتشر شد. پیش از آن، نسخهٔ گروه توایس از ترانهٔ «تیک‌داون» به‌عنوان تک‌آهنگ آغازین در دسترس قرار گرفته بود. در ۴ ژوئیه ۲۰۲۵ نیز قطعهٔ «طلایی» به همراه نسخه‌های بی‌کلام و آکاپلا به صورت یک بستهٔ سه‌قطعه‌ای منتشر شد.